# 시몬 레쿠에
시몬 레쿠에 안드라데(스페인어: Simón Lecue Andrade; 1912년 2월 11일, 바스크 주 아리고리아가 ~ 1984년 2월 27일, 마드리드 주 마드리드)는 스페인의 전 축구 선수로, 현역 시절 공격형 미드필더로 활약하였다.

## 클럽 경력
레쿠에는 비스카이아 도 아리고리아가 출신으로, 바스크 주의 이웃이자 라 리가 소속 구단 알라베스에서 프로 초기 2년을 보냈다. 그는 18세에 바스코니아에서 이적한 후에 프로 무대 신고식을 치렀다.
레쿠에는 1932년에 베티스로 이적하였고, 1934-35 시즌에는 아일랜드인 감독 패트릭 오코넬의 지도 하에 21번의 경기에 출전해 9번 골망을 흔들어 안달루시아 연고 구단이 처음이자 현재까지 마지막 1부 리그 우승을 이룩하도록 도왔다. 베티스에서 3년차를 마치고 그는 베티스를 떠났다.
그 후, 레쿠에는 레알 마드리드에서 주전으로 출전하며 경력을 이어나갔고, 1939-40 시즌에는 개인 단일 시즌 최다인 12골을 기록하였다. 레알 마드리드 시절 1936년부터 1939년까지는 스페인 내전으로 대회가 중단되었기 때문에 12골을 넣은 시즌은 그의 마드리드 2년차였다. 그러나, 마드리드는 빈손으로 시즌을 마쳤다. 발렌시아에서 4년을 보내면서 1943-44 시즌에 자신의 두 번째 리그 우승을 경험했고, 1949년에 아마추어 구단인 참베리와 아라곤의 거함 사라고사 선수로 활약한 후 37세의 나이로 현역에서 은퇴하였다. 그는 13년 동안 1부 리그에서 활약하면서 250번의 경기에 출전해 59골을 기록하였다. 레쿠에는 향년 72세에 마드리드의 자택에서 뇌졸중을 앓다가 영면에 들었다.

## 국가대표팀 경력
레쿠에는 스페인 국가대표팀 일원으로 2년 동안 7번의 경기에 출전해 1골을 넣었다. 그는 1934 월드컵 본선에 참가하는 스페인 국가대표팀 선수단에 차출되었는데, 스페인은 개최국이자 나중에 우승을 차지하는 이탈리아와의 8강 경기에서 재경기 끝에 패하고 탈락했다.
레쿠에의 국가대표팀 첫 경기는 1934년 4월 27일, 위 대회의 본선 경기로, 스페인은 제노바에서 벌어진 브라질과의 1라운드 경기에서 3-1로 이겼다.